# Banknotenbearbeitung
Die Banknotenbearbeitung ist ein maschineller Prozess, der die Echtheit und die Umlauffähigkeit von Banknoten überprüft, sie sortiert und entsprechend ihrem Nennwert zählt und abrechnet. Diese Bearbeitung wird überwiegend von Banknotendruckereien, Zentralbanken, Kreditinstituten (vulgo Geschäftsbanken) und Werttransportunternehmen ausgeführt.

## Bargeldkreislauf
Das Bargeld besteht aus Münzen für die niedrigen Nennwerte und aus Banknoten für die hohen Nennwerte (auch Stückelungen genannt). Die Zentralbank beauftragt den Druck der Banknoten bei Sicherheitsdruckereien und bevorratet sie. Kreditinstitute, die einen von der Zentralbank festgelegten Zins zahlen und Sicherheiten hinterlegen, bringen sie über Schalterauszahlungen oder Geldautomaten bei ihren Kunden in Umlauf. Über die Bezahlung an der Ladenkasse im Einzelhandel oder an der Tankstelle, an Verkaufsautomaten (z. B. Zigaretten, Fahrkarten, Getränke) oder Geldeinzahlungsautomaten fließt das Bargeld wieder an die Kreditinstitute zurück. Oft werden hiermit Werttransportunternehmen beauftragt, die die Einnahmen mit einem gepanzerten Geldtransportwagen abholen und Geldautomaten auffüllen.
Je nach Währungsraum ist der Bargeldkreislauf unterschiedlich reguliert. Manche Zentralbanken (z. B. Bank of England oder Reserve Bank of Australia) delegieren die Aufgabe zur Erhaltung der Umlauffähigkeit und der Echtheitsprüfung an die Kreditinstitute und nehmen Banknoten nur zurück, wenn sie nicht mehr umlauffähig sind. Bei Einlieferung umflauffähiger Banknoten können sie eine Pönale einfordern oder Gebühren berechnen. Die Europäische Zentralbank (EZB) gibt vor, dass Kreditinstitute jederzeit ihre Banknoten als Standardeinheiten (à 1000 Banknoten, banderoliert und nach Nennwert getrennt) zurückgeben können, ohne sie vorher auf Umlauffähigkeit zu prüfen. Die Deutsche Bundesbank (DBB) erlaubt sogar die Einlieferung von unsortierten Banknoten als „Multistückelungseinzahlung“ und erhebt dafür eine günstige Gebühr unabhängig von der Größe der Einzahlung. Mit diesem attraktiven Angebot ermöglicht die DBB eine sehr hohe Qualität der umlaufenden Banknoten und eine zuverlässige und schnelle Erfassung von Falschgeld. Die Belgische Nationalbank, die Oesterreichische Nationalbank mit ihrer Beteiligung an Geldservice Austria (GSA) sowie die Luxemburger Zentralbank verfolgen ähnliche Modelle für den strikt überwachten Bargeldkreislauf. Dabei wird die Echtheit und die Umlauffähigkeit des im Zahlungsverkehr verwendeten Bargelds durchschnittlich im Abstand  von wenigen Monaten (annual return frequency >2) geprüft (z. B. Deutsche Bundesbank). In anderen Euro-Ländern (z. B. Banco de Espana, Banca d’Italia), die restriktivere Bedingungen für die Rückgabe anwenden, erfolgt die Prüfung durch die Nationalbank im Abstand von mehr als einem Jahr (annual return frequency <1). Hierbei spart die Nationalbank zwar Kosten für die Banknotenbearbeitung, die jedoch auf die Geschäftsbanken und den Handel verlagert und durch den Wegfall von Skaleneffekten eventuell sogar aus Sicht der Volkswirtschaft erhöht werden.
Die Zentralbank regelt die Bedingungen für die Wiederausgabe (Recycling) umlauffähiger Banknoten durch die Kreditinstitute. Die EZB legt im „Handlungsrahmen für die Erkennung von Falschgeld und die Sortierung nach Umlauffähigkeit durch Kreditinstitute und andere professionelle Bargeldakteure“ einen Mindeststandard für die Euro-Banknoten fest. Hierzu gehören die Überprüfung der Echtheit und der Umlauffähigkeit durch zertifizierte „beschäftigtenbediente Automaten“. Beschädigte und verschmutzte Banknoten müssen an die Nationalen Zentralbanken der EZB zurückgegeben werden. Als Falschgeld verdächtige Euro-Banknoten müssen an die zuständigen nationalen Behörden zur Echtheitsprüfung übermittelt werden.

## Geschichte

### Zählmaschinen
Erste mechanische Hilfsmittel zur Sortierung und Zählung von Banknoten gab es bereits in den 1920er Jahren. In den USA wurde 1916 das Patent Machine for Assorting and Counting Paper Money erteilt. Die Maschine bot mehrere Schächte für die Eingabe entsprechend der Sortierung durch den Bediener und verwendete mechanische Zählwerke. Jahrzehntelang war sie als Federal Bill Counter im US-amerikanischen Federal Reserve System im Einsatz.
Ab 1957 vermarktete die britische Thomas De La Rue & Co. die erste Zählmaschine, die nach dem Spindelzählerprinzip arbeitete.

### Sortiermaschinen
Mit Verfügbarkeit der Mikroelektronik ab Ende der 1960er Jahre begann die Entwicklung von Sortiermaschinen, die die Echtheit und die Umlauffähigkeit von Banknoten in einem Arbeitsgang prüfen konnten. Erste Prototypen wurden in Japan durch Toshiba, im Vereinigten Königreich durch Crosfield Business Machines Ltd unter Leitung von John Crosfield, in Italien durch Società di Fisica Applicata (SFA) und in Deutschland durch die Gesellschaft für Automation und Organisation (GAO), einem Tochterunternehmen von Giesecke+Devrient (G+D), unter der Leitung von Helmut Gröttrup entwickelt. Ab 1976 kam die US-amerikanische Firma Recognition Equipment Inc (REI) hinzu. Die Nachfrage wurde von Zentralbanken getrieben, vor allem von der japanischen Bank of Japan, der italienischen Banca d’Italia, der niederländischen De Nederlandsche Bank und der Deutschen Bundesbank. Die Sortiermaschinen der ersten Generation erreichten eine Bearbeitungsgeschwindigkeit von 4 bis 20 Banknoten pro Sekunde. Häufig bauten sie auf Technologien der Lochkartensortierer oder Briefverteilanlagen auf oder nutzten Synergien in der Fertigung der Produkte.
Das Modell ISS 300 von G+D war eine Maschine der ersten Generation und wurde als Halbautomat bezeichnet. Es konnte die Banknoten eines vorgegebenen Nennwerts nach Echtheit und Umlauffähigkeit sortieren, erreichte eine Verarbeitungsgeschwindigkeit von 8 Banknoten pro Sekunde und wurde ab 1977 bei der Deutschen Bundesbank eingeführt. Es wurde bis 2000 gefertigt und setzte mit mehr als 2100 verkauften Systemen in 67 Länder einen weltweiten Standard für Banknotenbearbeitungssysteme. Eine Maschine, die mehr als 20 Jahre bei der Bundesbank im Einsatz war, wurde 2006 im Deutschen Museum aufgestellt und demonstriert als frühes Beispiel automatischer Mustererkennung eine bedeutende Anwendung der Informatik.
Der Fortschritt der Mikroelektronik mit Mikroprozessoren ermöglichte ab 1985 Bearbeitungsgeschwindigkeiten von bis zu 40 Banknoten pro Sekunde mit vollautomatischen Funktionen zur Entbanderolierung, Banderolierung, Bündelung und Online-Vernichtung durch einen Schredder. Die BPS 3000 von G+D war eine Maschine der zweiten Generation und dominierte als Vollautomat ab 1990 diesen Markt nach einem Großauftrag des US-amerikanischen Federal Reserve Systems, die damit das Currency Verification and Counting System (CVCS) von REI ablöste. Die Deutsche Bundesbank und weitere Zentralbanken kamen hinzu. Als Variante BPS 2000 OBIS wurde sie ab 1996 zum weltweiten Standard für die finale Qualitätsinspektion in Banknotendruckereien.

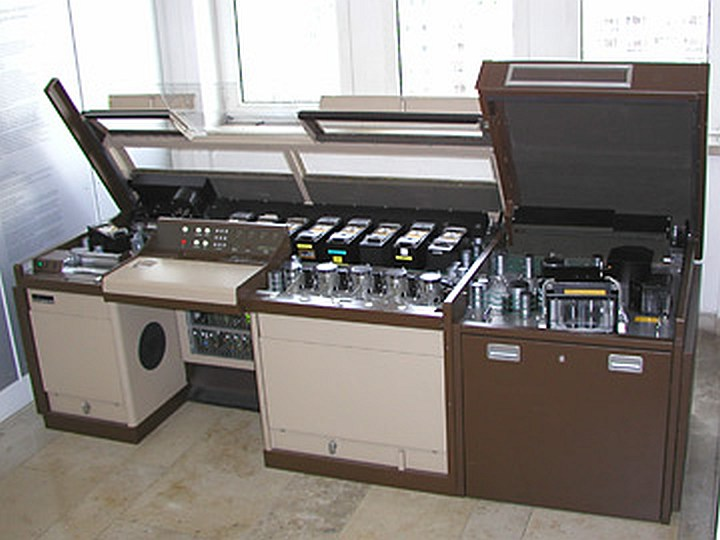
Banknotenbearbeitungssystem ISS 300PS ausgestellt im Deutschen Museum (1986/2006)
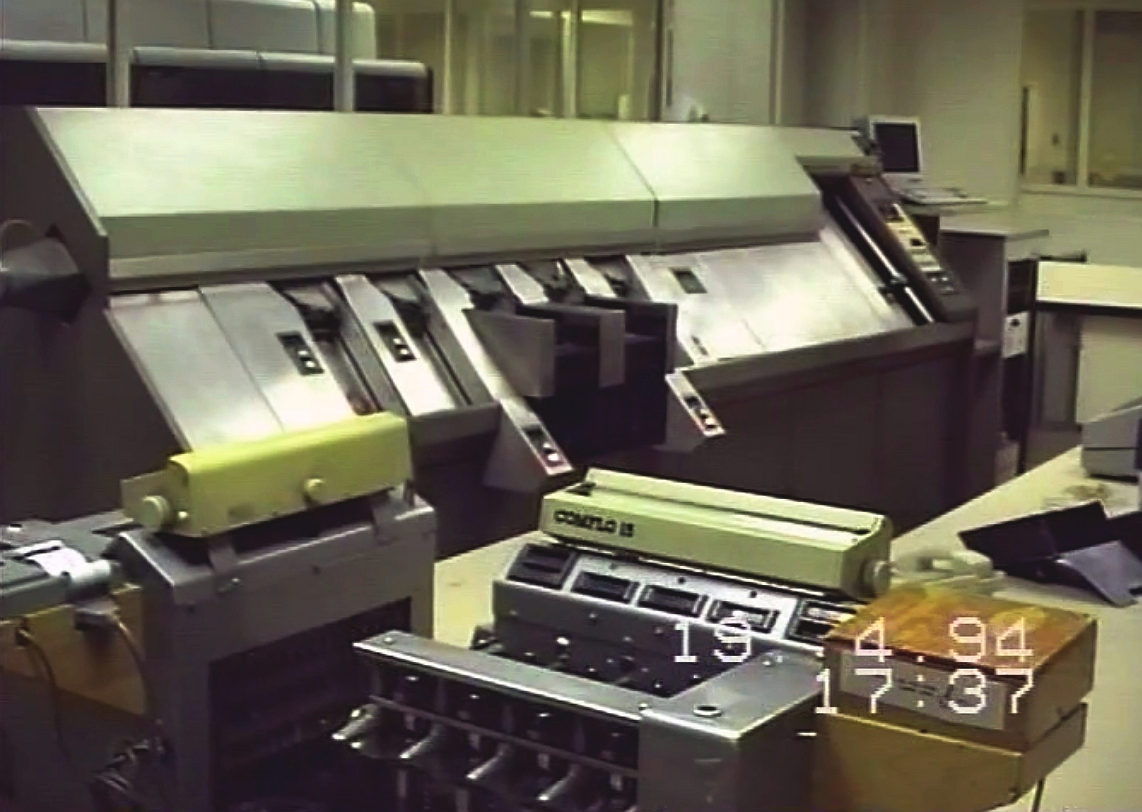
CVCS Banknotenbearbeitungssystem von REI mit Federal Bill Counter (1994)
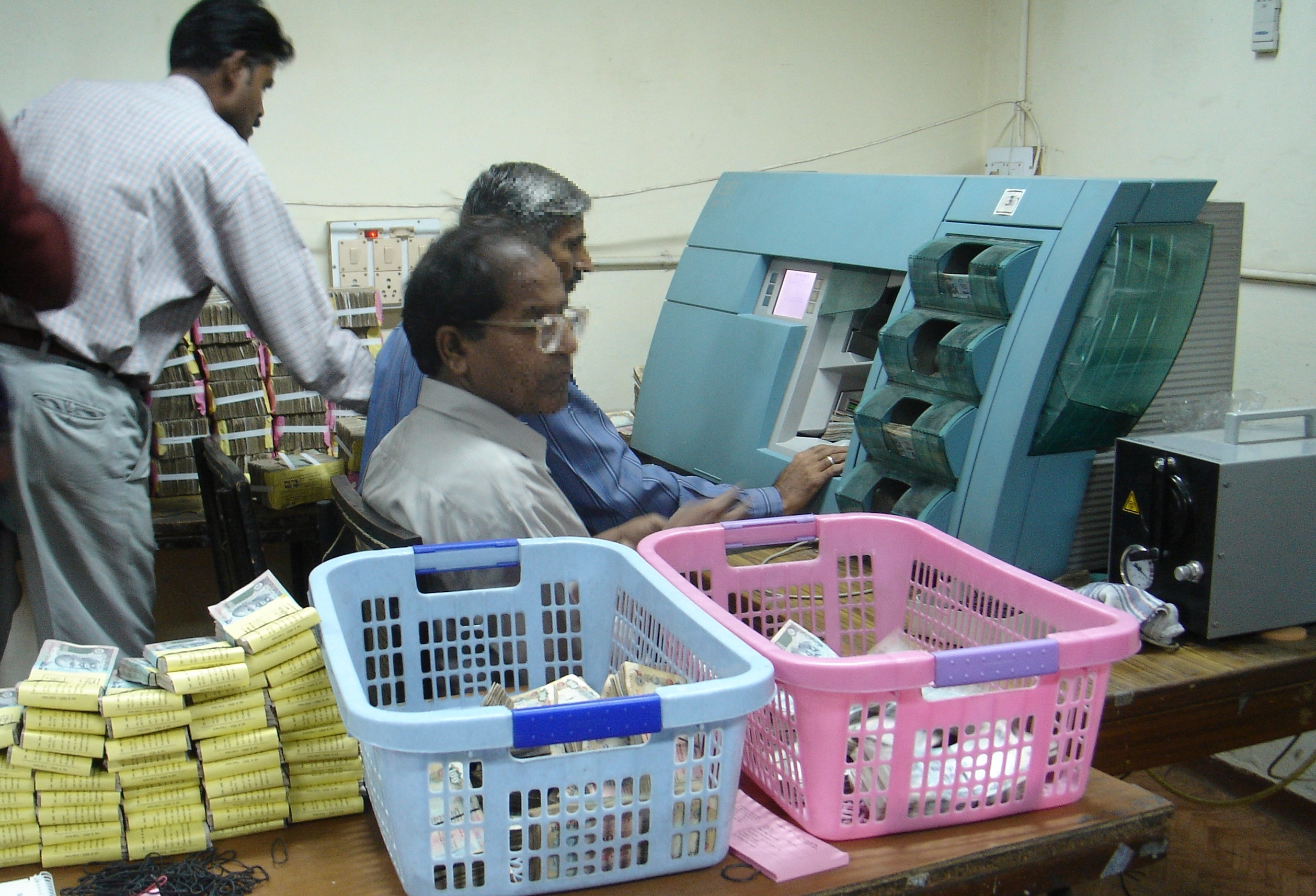
Banknotenbearbeitung in einem indischen Cash Center mit BPS 200 von G+D (2004)
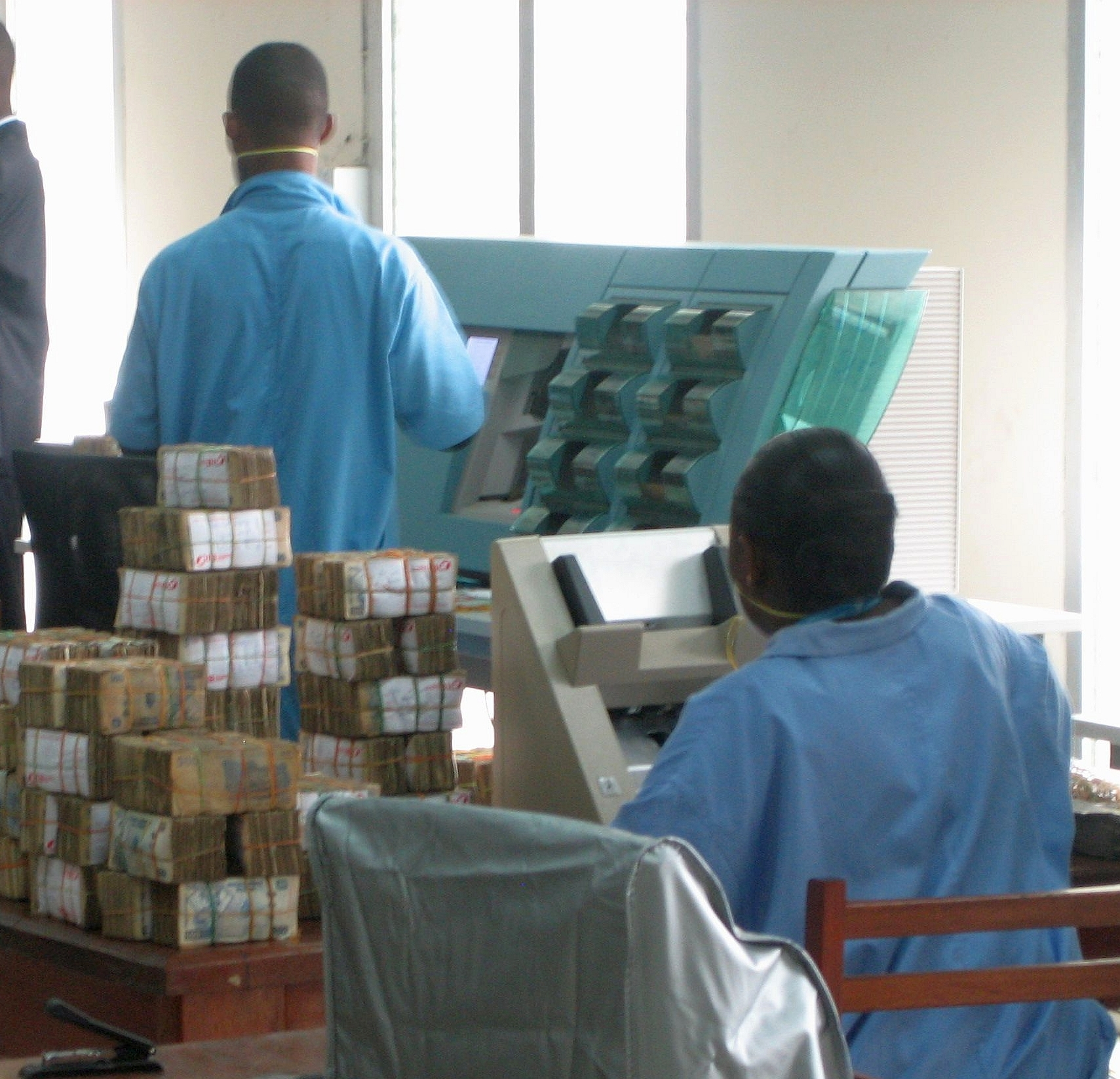
Banknotenbearbeitung in der Demokratischen Republik Kongo mit BPS 200 und einem DLR 8762 Tischgerät von De La Rue (2010)

## Funktionen der Banknotenbearbeitung
Die Maschinen für die Banknotenbearbeitung bieten je nach Modell einen unterschiedlich hohen Automatisierungsgrad mit einer Verarbeitungsgeschwindigkeit von bis zu 44 Banknoten pro Sekunde.

### Automatische Zuführung
In der höchsten Ausbaustufe werden die Banknoten automatisch dem Vereinzler zugeführt. Hierbei kommen folgende Verfahren zum Einsatz:
- Zuführung von Druckbögen mit druckfrischen Banknoten in der Sicherheitsdruckerei mit nachgeschalteter Papierschneidemaschine, dann Befüllen von umlaufenden Carriern
- Zuführung loser Banknoten aus standardisierten Behältern[17]
- Zuführung verpackter Banknoten durch automatisiertes Öffnen der Pakete (z. B. Karton oder Folienverpackung mit 10 Bündeln à 10 Päckchen à 100 Banknoten)
- Entbanderolierung der Banknotenpäckchen durch Aufschneiden und Abziehen der Banderole (auch Streifband genannt)

### Vereinzler

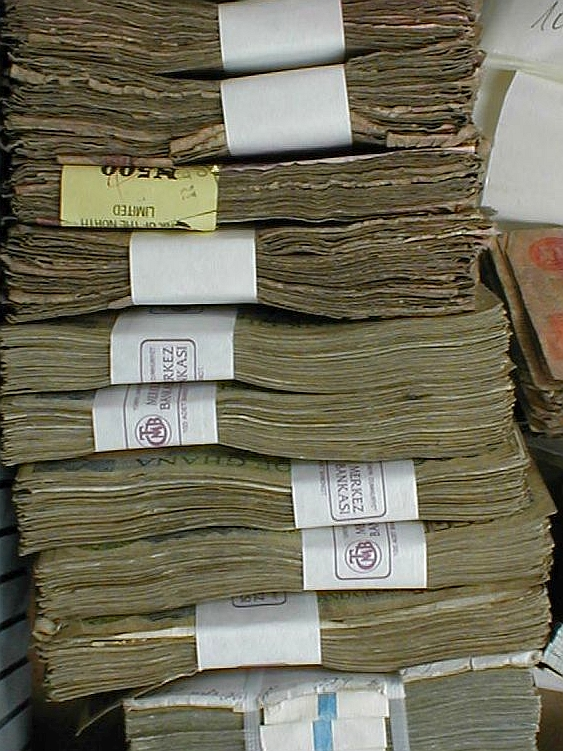
Qualität von Banknoten im Umlauf in Nigeria (2000)

Der Vereinzler zieht einzelne Banknote von einem Stapel eingelegter Banknoten ab. Einfache Maschinen verwenden das Prinzip der Reibung (Reibvereinzler), ziehen die Banknoten an der Längskante ab und prüfen und sortieren die Banknoten im Quertransport. Hochgeschwindigkeitsmaschinen setzen zusätzlich Druckluft und Unterdruck ein, ziehen die Banknoten an der Schmalseite vom Stapel ab (Längstransport) und bringen sie innerhalb kürzester Zeit auf eine Geschwindigkeit von bis zu 11 m/s (ca. 40 km/h). Dabei werden die Banknoten mit mehr als 500-facher Erdanziehung (d. h. >5000 m/s²) beschleunigt.
Als besondere Herausforderung gilt die Vereinzelung von Banknoten schlechter Qualität, z. B. wegen Lappigkeit, Verschmutzung, mechanischer Defekte, durch Klebestreifen, Kaugummi oder hohe Feuchte miteinander verklebt, nach längerer Lagerung oft deformiert.
Mit Hilfe von eingelegten Trennkarten (Header Cards) können Einlieferungen verschiedener Einzahler unterschieden und getrennt abgerechnet werden, ohne die Vereinzelung zu unterbrechen.

### Sensoren
Die Sensoren prüfen die einzeln transportierten Banknoten auf folgende Eigenschaften:
- Erkennung des Nennwerts, der Serie und der Orientierung der Banknote (z. B. Unterscheidung der Eurobanknoten der Serie ES1 und ES2)
- Lesung der Seriennummer für statistische Zwecke, ggf. Vergleich mit einer Suchliste für Erpressergeld
- Prüfung der Echtheit aufgrund maschinenlesbarer Sicherheitsmerkmale
- Bewertung der Umlauffähigkeit wegen Verschmutzung, Flecken, Farbabrieb und/oder Beschädigungen (z. B. Risse, Löcher, Klebestreifen, Eselsohren, fehlende Teile, Falten, Knitter, Lappigkeit)
- Erkennung von eingefärbten Banknoten, die durch ein Intelligent Banknote Neutralisation System (IBNS) mit einer speziellen Tinte oder Farbbomben unbrauchbar gemacht wurden (z. B. beim unbefugten Öffnen der Geldkassette eines aufgebrochenen Geldautomaten)[18]

Zur Messung der Eigenschaften werden optische und andere physikalische Messverfahren eingesetzt. Echtheitsmerkmale von Banknoten unterliegen der strikten Geheimhaltung hinsichtlich ihrer Zusammensetzung und ihres Nachweises.
Banknoten, die die Sensoren nicht zweifelsfrei als echt bewerten können, werden für die Handnacharbeit in ein spezielles Ausgabefach für Rückweisungen ausgegeben. Dies gilt auch für Mehrfachabzüge, wenn der Vereinzler mehr als eine Banknote gleichzeitig abgezogen hat. Der Bediener kann sie nochmals vereinzeln lassen oder sie auf sichtbare und taktile Echtheitsmerkmale überprüfen.

### Ausgabe und Verpackung
Die bearbeiteten Banknoten werden je nach Kategorie in verschiedene Stapler ausgegeben. Dafür werden in der Regel Spiralfachstapler eingesetzt, die die Banknoten mit spiralförmig angeordneten Schlitzen auffangen und auf kürzestem Weg (<200 mm) abbremsen und auf einem Stapel ablegen.
Die Ausgabe kann je nach Automatisierungsgrad folgende Schritte umfassen:
- Trennung nach Nennwert, Serie, Orientierung und Umlauffähigkeit (ggf. Unterscheidung nach Tauglichkeit für Geldautomaten, sog. ATM-Fit)
- Zählung und Stapelung als lose Banknoten
- Übergabe loser Banknoten in spezielle Behälter oder Kassetten
- Banderolierung als Päckchen mit je 100 Banknoten. Die Banderole ist 25 bis 40 mm breit und wird mit einem Aufdruck der Bearbeitungsdaten versehen. Da der Banderoliervorgang eine gewisse Zeit benötigt, werden einer Sortierkategorie meist zwei Stapler zugeordnet, die alternierend im Tandembetrieb beschickt werden.
- Vorbündelung von 5 oder 10 gestapelten Päckchen als Einheit von 500 oder 1000 Banknoten, ggf. Aufbringen eines Etiketts mit Bearbeitungsdaten
- Bündelung der Einheiten mit einer Verpackungsmaschine durch Schrumpffolienverpackung oder Vakuumverpackung. Dieses Verfahren schützt die Banknoten vor Verschmutzung und verhindert den Diebstahl einzelner Banknoten.
- Zusammenfassung von 4 bis 20 Bündel zu einem Paket durch Schrumpffolienverpackung oder Kartonage
- automatisierte Stapelung der Pakete auf einer Transportpalette durch Roboter

### Vernichtung
Die Vernichtung nicht mehr umlauffähigen oder aus dem Verkehr gezogener Banknoten ist eine hoheitliche Aufgabe der Zentralbank. Sie erfolgt in der Regel durch einen Online-Schredder. Dabei schneidet die Maschine die Banknoten in Schnipsel mit einer typischen Fläche von weniger als 25 mm². Dieser Arbeitsgang erfolgt unter sehr hohen Sicherheitsvorkehrungen, damit weder die Echtheitserkennung durch die Sensoren noch die Zählung der vernichteten Banknoten manipuliert werden können. Optional wird für die Absicherung der Anwendungssoftware und der Datenübertragung der Zählergebnisse eine digitale Signatur verwendet.
In einer nachgeschalteten Stufe werden die Schnipsel durch eine spezielle Absauganlage gesammelt und zu Briketts gepresst, um das Volumen zu verdichten. Die Schnipsel werden, je nach Land, als Abfall deponiert oder zur Wärmeerzeugung verbrannt. Einige Zentralbanken geben Schnipsel auch als beliebtes Souvenir aus.

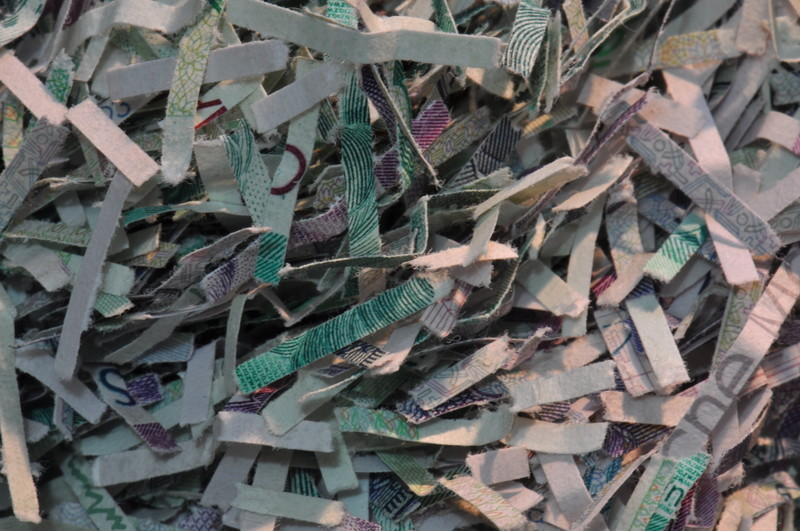
Schnipsel von geschredderten DM-Banknoten
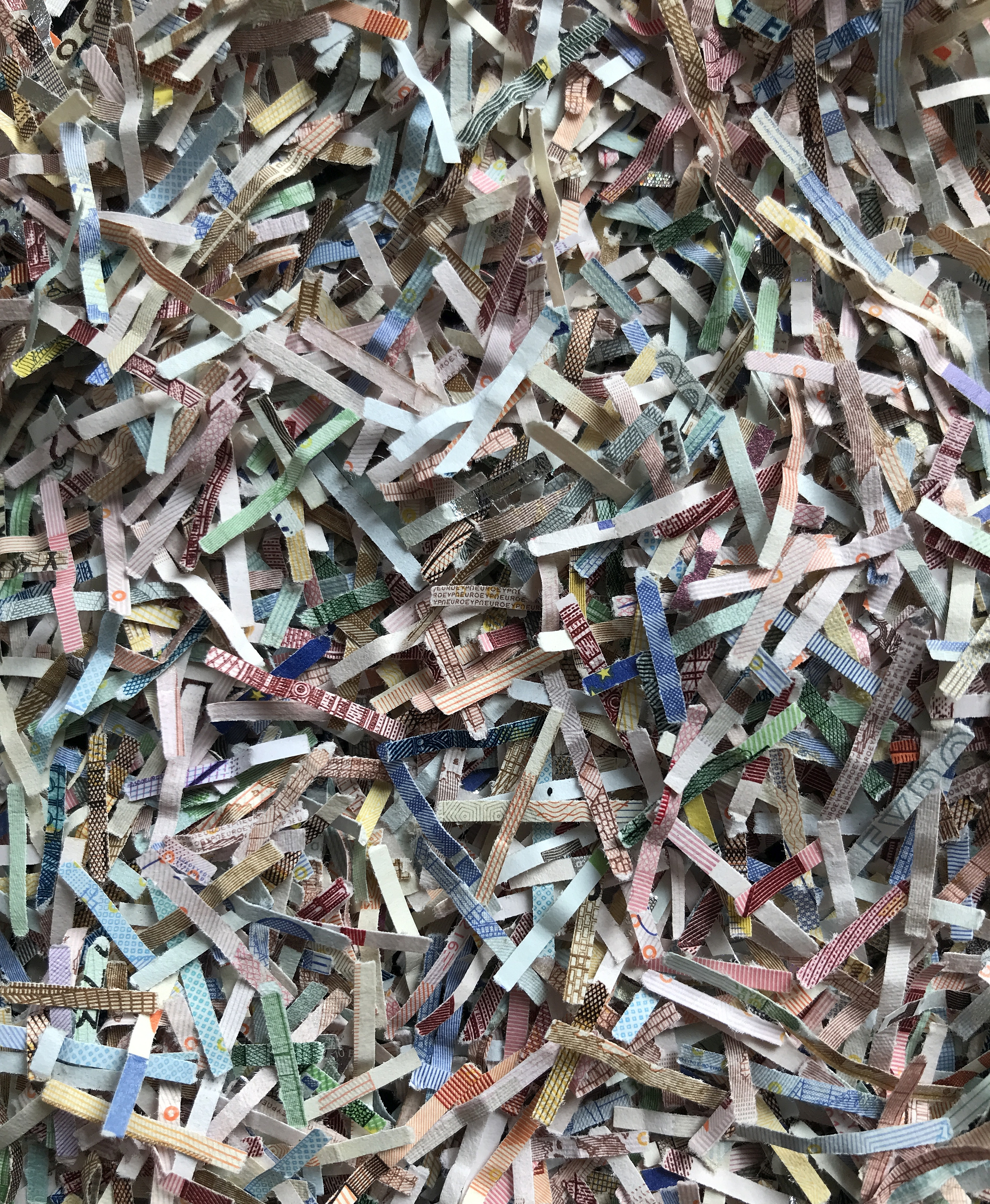
Schnipsel von geschredderten Eurobanknoten
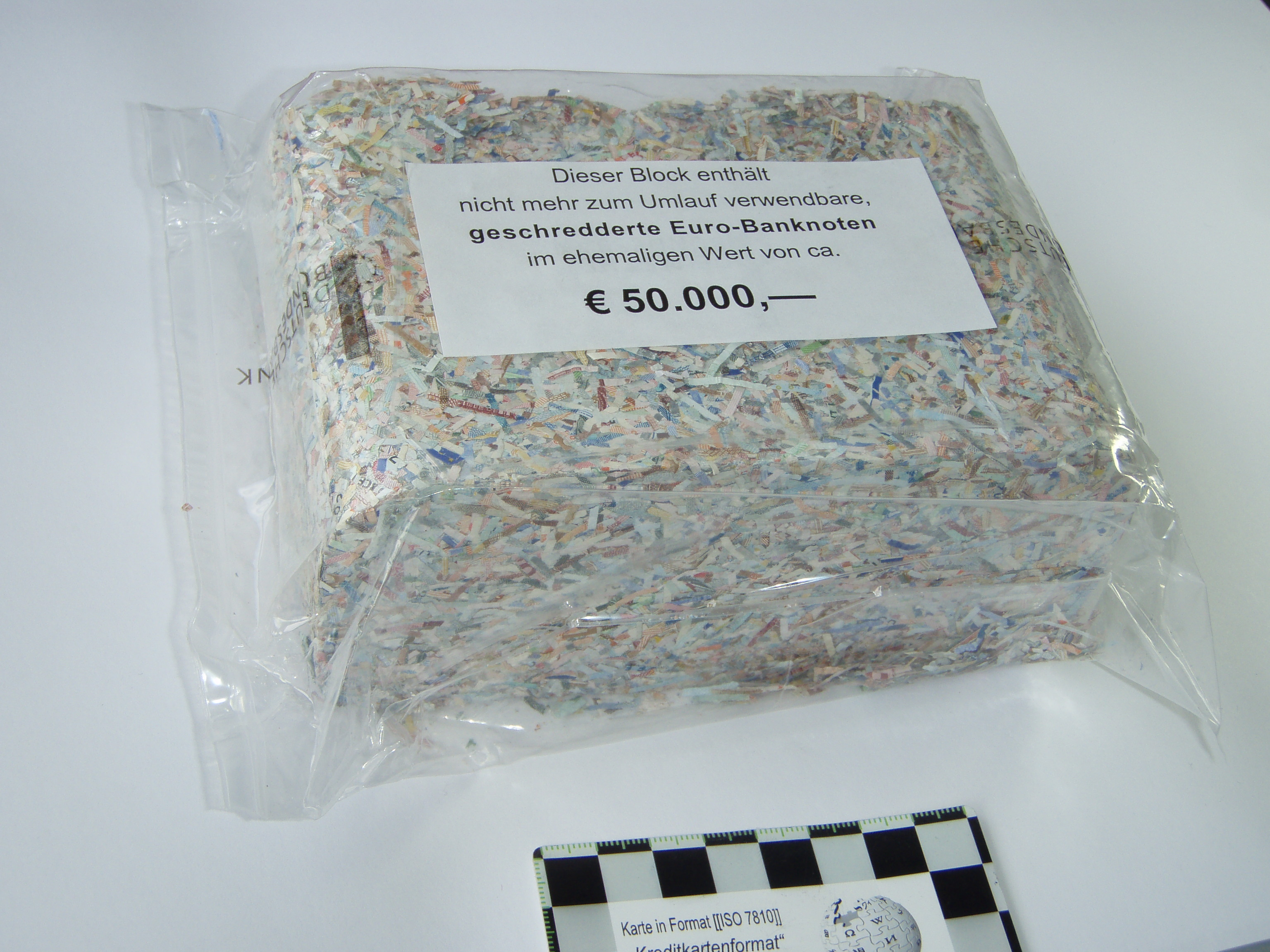
Geschredderte und brikettierte Eurobanknoten der Deutschen Bundesbank (ca. 1 kg)
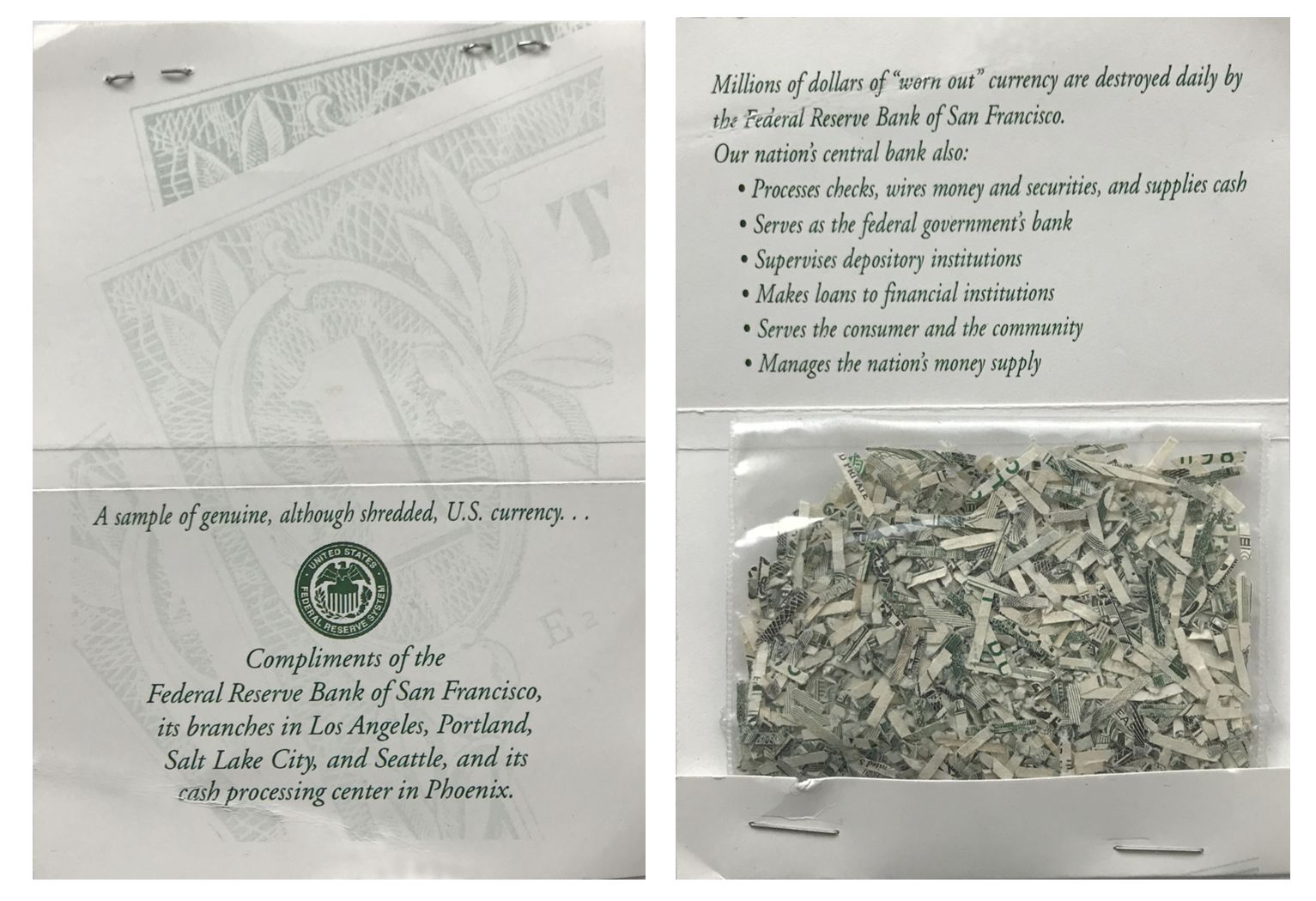
Geschredderte US-Dollar der Federal Reserve Bank of San Francisco als Souvenir
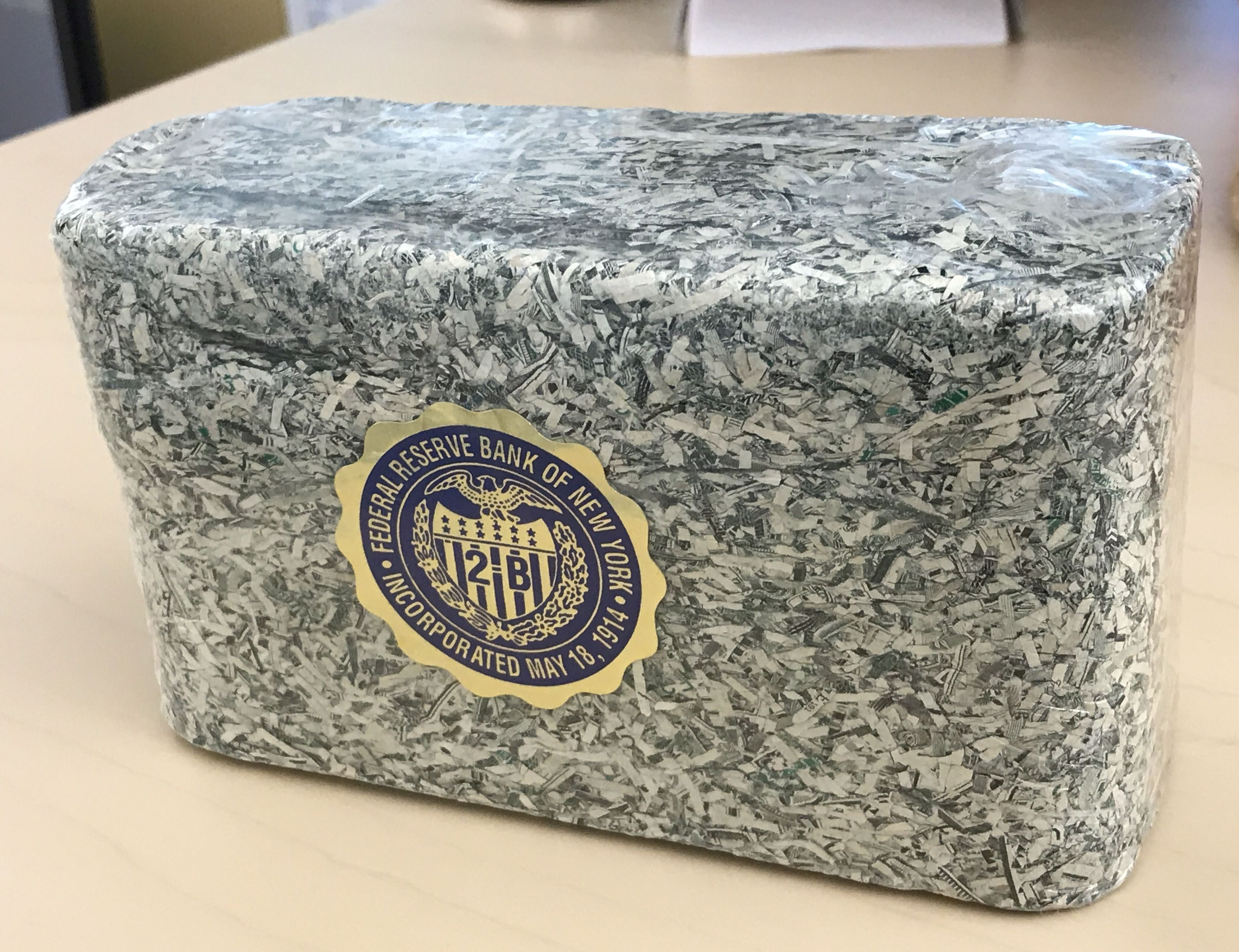
Brikettierte US-Dollar der Federal Reserve Bank of New York (ca. 1000 Stück, 1 kg)

## Markt und Hersteller
Seit 1995 hat sich das Angebot für Maschinen der Banknotenbearbeitung in folgende Produktklassen ausdifferenziert:
- Modulare Hochgeschwindigkeitsmaschinen mit einem hohen Automatisierungsgrad und einer Bearbeitung von mindestens 20 Banknoten pro Sekunde und bis zu 20 Ausgabestaplern für die gleichzeitige Bearbeitung aller Nennwerte (Multistückelungsbearbeitung) oder gemischter Währungen
- Modulare Desktop-Systeme für mittlere Leistungen (vorwiegend in Bargeldzentren von Werttransportunternehmen und Kreditinstituten eingesetzt)
- Kompakte Tischgeräte mit 2 bis 4 Ausgabestaplern für den Einsatz im Backoffice des Einzelhandels oder Kreditinstituten
- Einfache Tischgeräte für den Bankschalter können nur zählen (ggf. auch gemischte Nennwerte erkennen) und einfache Echtheitsprüfungen ausführen, aber nicht sortieren.
- Banknotenprüfer an der Kasse dienen nur zur einfachen Echtheitsprüfung von einzelnen Banknoten.

Überragender Marktführer bei den Hochgeschwindigkeitsmaschinen ist die deutsche Firma G+D, gefolgt vom japanischen Hersteller Toshiba und der britisch-amerikanischen Cash Processing Solutions (CPS) mit jeweils geringen Marktanteilen. Im Januar 2023 verkündete CPS den Rückzug aus diesem Marktsegment und bietet nur noch Servicedienstleistungen und Softwarelösungen für Bargeldverwaltung an.
Bei den Desktop-Maschinen und den kompakten Tischgeräten führt die japanische Firma Glory den Markt an, gefolgt von G+D und zahlreichen chinesischen, koreanischen und japanischen Herstellern.
Große Bargeldbearbeitungszentren (Cash Center) haben eine Kapazität zur Bearbeitung von bis 20 Millionen Banknoten täglich. Sie sind mit höchsten Sicherheitsmaßnahmen ausgestattet, um Raubüberfälle zu verhindern. Die weltweit größten Zentren sind:
- Federal Reserve Bank of New York: East Rutherford Operation Center (EROC) mit Hochgeschwindigkeitsmaschinen von G+D, in Betrieb seit 1992. Erstmals wurden Hochregallager und Fahrerlose Transportfahrzeuge eingesetzt.[27]
- Bank of Japan: Zentrum in Toda (nördlich von Tokio) mit Hochgeschwindigkeitsmaschinen von Toshiba, in Betrieb seit 1993. Es hat einen extrem hohen Automatisierungsgrad mit nahezu unbemanntem Betrieb vom eingelieferten zum ausgelieferten Paket unter Verwendung von Förderbändern und Verpackungsmaschinen.[28]
- People’s Bank of China: Mehrere große Bearbeitungszentren in den Metropolregionen Chinas, meist mit Hochgeschwindigkeitsmaschinen von G+D, in Betrieb seit 2003
- Deutsche Bundesbank: Bargeldzentrum in Dortmund, in Betrieb seit Juli 2021. Es hat einen hohen Automatisierungsgrad unter Verwendung standardisierter „Papiergeld-Behälter“ (P-Behälter)[29] und verwendet Förderbänder, fahrerlose Transportsysteme und Verpackungsmaschinen.[30][31]
- Central Bank of Egypt: Banknotendruckerei, Papierfabrik sowie hochautomatisiertes Bargeldzentrum in der Neuen Hauptstadt Ägyptens mit einer täglichen Bearbeitungskapazität von 20 Millionen Banknoten, in Betrieb seit 2022[32][33]

## Verwandte Technologien
Die Banknotenbearbeitung ist eine Sonderform der Bearbeitung von Dokumenten aus Sicherheitspapier oder Kunststoff. Daher versuchten anfangs einige Hersteller, vorhandene Technologien für die Banknotenbearbeitung anzupassen, insbesondere der Vereinzelung und der Bilderkennung und Bildverarbeitung. Zu diesen Anwendungen gehören:
- Lochkartensortierer: Lesen der binär kodierten Informationen und ggf. Sortierung der Lochkarten. Siehe auch Hollerithmaschine.
- Scheck: Lesen der Schecks mittels Magnetic Ink Character Recognition (MICR), ggf. Sortierung nach bezogenem Kreditinstitut. Noch im Jahr 2000 sortierte das Federal Reserve System der USA mehr Schecks (ca. 40 Milliarden jährlich) als Banknoten. Seit 2003 ist das vollständige Scannen der Schecks üblich, so dass die physische Rückführung des Schecks zum bezogenen Kreditinstitut nicht mehr erforderlich ist.[34]
- Gutschein und Kupon: banknotenähnliche Belege mit einem definierten Wert, vor allem im Kasino oder Einzelhandel. Lange Zeit waren sie als staatlich ausgegebene Essensgutscheine (food coupons) in den USA üblich.
- Rezepte: Erfassen und Scannen von ausgedruckten Belegen zur zentralen Abrechnung mit Krankenkassen[35]
- Briefverteilanlage: Lesen der Adressen von Briefen und Sortierung nach Postzustellbezirk bzw. Postleitzahl. Moderne Systeme sind in der Lage, die Briefe in der Gangfolge, d. h. in der Reihenfolge der Zustellung durch den Briefträger zu ordnen.

Diese Anwendungsgebiete sind inzwischen sehr stark ausdifferenziert, weil die Anforderungen für die Banknotenbearbeitung sehr spezifisch sind. Lediglich Toshiba bietet Banknotenbearbeitungsmaschinen und Briefverteilanlagen aus demselben Unternehmensbereich an.

## Patente
Die erste maßgebliche Patentanmeldung in Europa erfolgte durch die italienische Societá di Fisica Applicata (SFA) am 31. Mai 1972 als „Automatische Sortiermaschine für gebrauchte Banknoten“. Sie beschrieb umfassend Vorrichtungen zur Erkennung von Fälschungen (u. a. durch Erkennung von Wasserzeichen, Fluoreszenz und Stahldruck) und der Feststellung des Abnutzungszustands durch Vergleich mit einer Musterbanknote, sowie die Lesung der Seriennummer. SFA baute die Maschine „Selenota“, die in Italien und Spanien bis Anfang der 1980er Jahre eingesetzt wurde. Die Anmeldung, für die die USA am 26. März 1974 das Patent US 3,800,155 erteilten, war aufgrund ihrer unspezifischen Ansprüche leicht umgehbar und hatte wenig Auswirkung auf die Marktentwicklung.
In den USA baute die Firma Cummins-Allison in den 1990er Jahren einen umfassenden Patentschutz für Tischgeräte auf, u. a. durch die Kombination von Quertransport mit einer Bearbeitungsgeschwindigkeit von mehr als 800 Banknoten pro Minute. Sie verklagte 2003 die Wettbewerber Glory und die koreanische Shinwoo wegen Patentverletzung zu Strafzahlungen mit zig Millionen Dollar. Damit konnte Cummins-Allison den US-Markt bis zum Ablauf ihrer Patente im Jahr 2017 weitgehend vor Wettbewerbsprodukten bei Tischgeräten schützen.
Inzwischen sind die wesentlichen Basispatente in allen Produktklassen abgelaufen, so dass Hersteller aus China und Russland mit kopierter Technologie in den Markt der Hochgeschwindigkeitssysteme einzutreten versuchen, allerdings bisher mit geringem Erfolg aufgrund von Qualitätsmängeln.